# Emilio Moya
Emilio Moya López  (Pineda de Mar, 5 de agosto de 1977 - Barcelona, 26 de octubre de 2018) fue un actor español de cine y televisión.

## Biografía
Rostro habitual en cortometrajes de temática undergound, Emilio Moya participó en películas de cineastas como James J. Wilson, Vick Campbell, Dani Moreno, José Martos, Jordi O. Romero, J. Oskura Nájera o Pol Diggler.
En 2009 participó en Amazing Mask, serie de 5 capítulos dirigida por Dani Moreno en la que compartió reparto junto a Manuela Velasco, Miquel Bordoy o Dunia Montenegro.
Entre 2014 y 2017 participó en El Crac, serie de televisión emitida por TV3 creada por Joel Joan y Héctor Claramunt. Junto a los actores Francesc Ferrer, Manel Artigas y José García Ruiz formaba parte de Els Cools, un torpe y divertido equipo de baloncesto que apareció en tres episodios de la serie: La gran colla pessigolla (2014), La gran bogeria (2014) y El gran rescat (2017).
En 2015 formó parte de Centro Médico, serie de televisión sobre dramas médicos que se emite desde 2015 en TVE.
En 2015 participó en La que se avecina, popular serie de TV en cuyo capítulo Una pretty yonki, una salchicha a la americana y un salami acostado compartió reparto junto a Cristina Castaño, Macarena Gómez, Fernando Tejero o Alaska.
Su último trabajo fue The Waiter 
, una webserie de 7 capítulos dirigida por Jordi O. Romero entre 2014 y 2018, en la que interpretaba a un camarero y fanático del cine. El último capítulo se estrenó en la edición de 2018 del Festival de Cine de Sitges.
Murió el 26 de octubre de 2018 y recibió un homenaje en la Marató de Cinema Fantàstic i de Terror de Sants (Barcelona) y en el Auditorio de Pineda de Mar, municipio natal del actor. En el acto participó el alcalde de Pineda, Xavier Amor, que también era amigo personal del actor. Xavier Amor dijo: «Fue un golpe duro porque Emilio fue una persona muy generosa que hacía pasar muy buenos ratos a todo el mundo». El acto fue organizado por un grupo de amigos del actor con la colaboración del Ayuntamiento de Pineda.
Desde varias webs especializadas en cine fantástico y underground como Proyecto Naschy y Films Transparentes se le rindieron varios tributos y homenajes.
En 2021, un grupo de amigos cercanos rodaron Emilio Moya, Somewhere over the rainbow, documental sobre Emilio Moya dirigido por Jordi O. Romero que se estrenó en Festival Tashortfest (Festival Internacional de cortos de humor de Barcelona).

## Filmografía
- 2002 - Campamento Sangriento 2
- 2004 - La Humillación: The Killer Brother Mary
- 2007 - El Retorno de los Templarios
- 2009 - Los maravillosos
- 2009 - Amazing Mask (TV Series)
- 2009 - Amazing Mask vs La Sobrenatural Mujer Voodoo
- 2011 - Metal Creepers
- 2011 - Pata Negra
- 2012 - Mis ex novias (TV Series)
- 2012 - Zona de Caza
- 2013 - El lamento del pescador
- 2013 - El Bar del Gallego
- 2013 - Two Bullets for Snake Eyes
- 2013 - Coaching for Psychopaths
- 2014 - Megamuerte
- 2015 - Director's Cut
- 2015 - La que se avecina (TV Series)
- 2015 - Centro médico (TV Series)
- 2014-2017 - El crac (TV Series)
- 2018 - The Waiter (TV Series)